# Miguel Ángel González (escultor)
Miguel Ángel González   (San Nicolás, 5 de setembre de 1940) és un escultor i pintor argentí establert a la ciutat de Lleida d'ençà del 1991. La seva obra, principalment realitzada amb ferro i de gran format, pretén transmetre «l'amor per l'ésser humà i el coneixement». El conjunt de la seva obra, formada per milers de peces, està repartida tant per l'espai públic com en col·leccions privades de tot el món.
Algunes de les seves escultures més conegudes són la figura del president Lluís Companys, cedida la tardor del 2015 al municipi de Tornabous amb motiu del 75è aniversari del seu afusellament, l'escultura dedicada a l'impulsor de l'Aplec del Caragol, Manolo Calpe, instal·lada als Camps Elisis de Lleida, L'estampida de cavalls, creada l'any 2014 i que es troba en aquest mateix parc, Dansa, a Almacelles, Sense títol, a Ciutat Jardí, o Els plors de la Terra, també a Lleida. Entre les seves creacions més recents, destaca El pensador, una figura humana d'acer de 3 metres d'alçada i 1.300 quilos de pes instal·lada al Mirador del Roc del Quer de Canillo.